# غاستون جيرالد
غاستون جيرالد (بالإنجليزية: Gaston Gerald)‏ هو فلاح وشخصية أعمال وسياسي أمريكي، ولد في 20 أكتوبر 1931. نشط حزبياً في الحزب الديمقراطي. وقد انتخب عضو مجلس ولاية لويزيانا.